# William Johnson (Richter)

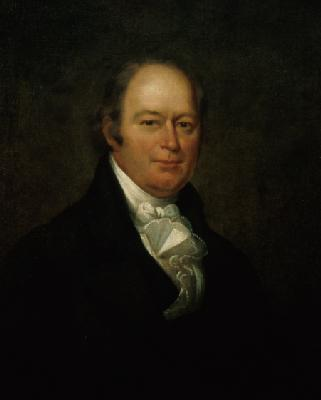
William Johnson

William Johnson (* 17. oder 27. Dezember 1771 in Charleston, Provinz South Carolina; † 4. August 1834 in New York City) war ein amerikanischer Jurist und Richter am Obersten Gerichtshof der Vereinigten Staaten.

## Familie und Jugend
Johnsons Vater William Johnson senior war Kämpfer im Amerikanischen Unabhängigkeitskrieg. Aus diesem Grund wurde er von Henry Clinton nach St. Augustine verbannt.
Seine Mutter Sarah Nightingale beteiligte sich ebenfalls an der Revolution. „Während der Belagerung Charlestons stopfte sie ihre Unterröcke mit Patronen aus, um diese ihrem Mann zu bringen.“
Sein Studium der Rechtswissenschaften an der Princeton University schloss Johnson 1790 ab. Nach weiterem Unterricht bei Charles Cotesworth Pinckney erhielt Johnson 1793 seine Anwaltszulassung. 1794 heiratete er Sarah Bennett. Mit ihr hatte er eine Tochter, Anna Hayes Johnson, die später Romulus Mitchell Saunders heiratete.

## Arbeit als Politiker
Von 1794 bis 1798 vertrat Johnson als Mitglied der Demokratisch-Republikanischen Partei seine Heimatstadt Charleston im Repräsentantenhaus von South Carolina, ab 1796 als dessen Sprecher. 1798 wurde er zum Richter am neu gegründeten Obersten Gerichtshof von South Carolina ernannt.

## Arbeit als Bundesrichter
Am 22. März 1804 benannte Thomas Jefferson Johnson als Kandidat für den Posten eines beisitzenden Richters am Obersten Gerichtshof der Vereinigten Staaten. Am 24. März 1804 wurde er vom Senat der Vereinigten Staaten bestätigt und trat zwei Tage später die Nachfolge von Alfred Moore an. Johnson war der erste von insgesamt drei von Jefferson ernannten Bundesrichtern.
Während seiner Zeit am Obersten Gerichtshof verfocht Johnson stets seine Meinung. Während John Marshall als Vorsitzender die Mehrheit der Richter hinter sich scharen konnte, entwickelte Johnson den Ruf als Vertreter der abweichenden Meinung. Im Jahr 1808 trat die Unabhängigkeit Johnsons besonders zutage, als er sich den Anweisungen des  Generalbundesanwalts Caesar A. Rodney und Thomas Jeffersons widersetzte, da er der Meinung war, die Exekutive dürfe nicht die Kontrolle über Fragen des Seehandels innehaben. Während des Streits um die Nullifikationsdoktrin, der von 1831 bis 1833 andauerte, versuchte Johnson seine Unabhängigkeit dadurch zu bewahren, dass er seinen Wohnsitz in South Carolina aufgab, um so dem Druck der Öffentlichkeit zu entgehen.
1810 wurde er zum Mitglied der American Philosophical Society gewählt.
Johnson starb 1834 nach einer Kieferoperation. Er ist auf dem Friedhof der St. Philip’s Church in Charleston beigesetzt.

## Weiterführende Literatur
- Henry J. Abraham: Justices and Presidents: A Political History of Appointments to the Supreme Court. 3rd Auflage. Oxford University Press, New York 1992, ISBN 0-19-506557-3 (englisch).
- Clare Cushman: The Supreme Court Justices: Illustrated Biographies, 1789–1995. 2nd Auflage. (Supreme Court Historical Society, Congressional Quarterly Books), 2001, ISBN 1-56802-126-7 (englisch).
- Flanders, Henry. The Lives and Times of the Chief Justices of the United States Supreme Court. Philadelphia: J. B. Lippincott & Co., 1874 auf Google Books.
- John P. Frank: The Justices of the United States Supreme Court: Their Lives and Major Opinions. Hrsg.: Leon Friedman, Fred L. Israel. Chelsea House Publishers, 1995, ISBN 0-7910-1377-4 (englisch).
- Kermit L. Hall (Hrsg.): The Oxford Companion to the Supreme Court of the United States. Oxford University Press, New York 1992, ISBN 0-19-505835-6 (englisch).
- Fenton S. Martin, Goehlert, Robert U.: The U.S. Supreme Court: A Bibliography. Congressional Quarterly Books, Washington, D.C. 1990, ISBN 0-87187-554-3 (englisch).
- Melvin I. Urofsky: The Supreme Court Justices: A Biographical Dictionary. Garland Publishing, New York 1994, ISBN 0-8153-1176-1, S. 590 (englisch).
- White, G. Edward. The Marshall Court & Cultural Change, 1815–35. Gekürzte Neuauflage, 1991.